# Кључ (планина)
Кључ је планина у Црној Гори источно од Колашина и јужно од Националног парка Биоградска гора. Њена највећа висина је 1973 метара.